# 로코 필리피니

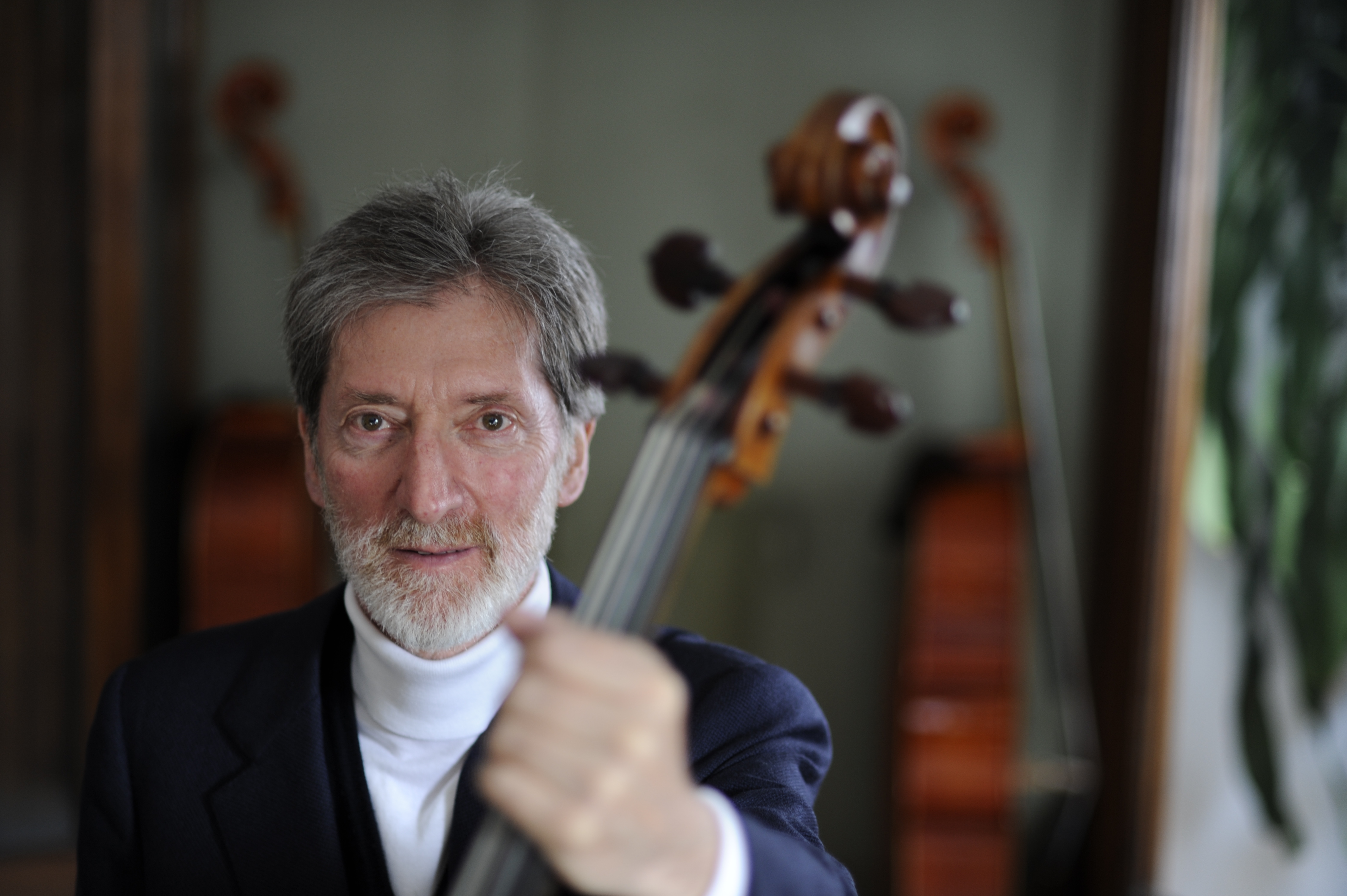
로코 필리피니 (2009년)

로코 필리피니(Rocco Filippini, 1943년 9월 7일 ~ 2021년 4월 13일)는 스위스의 첼로 연주자이다.
아버지 펠리체 필리피니는 화가, 어머니 다프네 살라티(Dafne Salati)는 피아노 연주자였다. 피에르 푸르니에를 사사했으며, 17세에 제네바 국립 고등음악원을 Prix de Virtuosité를 받고 졸업하였다.
바로크에서 현대 음악까지 폭넓은 레퍼토리를 가지고 있었으며 세계 각국에서 연주회를 했다. 프란코 도나토니 · 루치아노 베리오 · 조반니 솔리마 · 살바토레 스키아리노 등 동년대 작곡가들이 그를 위한 곡을 헌정한 적이 있다.
1979년 밀라노 고등음악원 교수로 임명되었으며, 2010년 명예 교수가 되었다.